# Stare Troki (stacja kolejowa)
Stare Troki (lit. Senieji Trakai, ros. Сянейи Тракай) – stacja kolejowa w miejscowości Stare Troki, w okręgu wileńskim, w rejonie trockim, na Litwie. Leży na linii dawnej Kolei Warszawsko-Petersburskiej.